# Список украинских колядок и щедровок

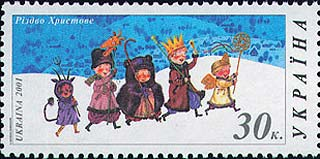
Колядовщики. Украинская почтовая марка, 2001

Список колядок и щедровок включает наиболее яркие песни рождественско-новогоднего цикла.
Колядки и щедровки — обрядовые песни, которые традиционно исполняются на зимний праздники от Рождества до Крещения.
В списке также присутствуют
- вертепные канты,
- новогодние (маланковые),
- иорданские песни,
- виншивки (речитативные формулы).

Для других (не украинских) колядок (рождественских песен) существует другой список — Список колядок.

## Украинские песни рождественско-новогоднего цикла
| ВЕРТЕПНЫЕ КАНТЫ                                                       | | |  |  |
| Название                                                              | Краткая справка | Пример |  |  |
| Возсіяли над сонцем у вертепі нині                                    | вертепный кант (XVII—XVIII вв.)                                                                                            | |  |  |
| Ірод цар за Христом ганявся                                           | вертепная шуточная колядка                                                                                                 | |  |  |
| Шедше триє царі                                                       | вертепный кант (XVII—XVIII вв.)                                                                                            | |  |  |
| КОЛЯДКИ                                                               | | |  |  |
| Колядники йдуть!                                                      | Сигнал трембиты и рога, зафиксировано в с. Космач (Косовский район)                                                        | |  |  |
| А в пастеречку, на подвиречку                                         | колядка христианского цикла, зафиксирована в с. Космач (Косовский район)                                                   | |  |  |
| Бог предвечний народився                                              | колядка христианского цикла                                                                                                | |  |  |
| Бог ся рождає                                                         | колядка христианского цикла слова и музыка: О. И. Нижанковский                                                             | |  |  |
| В нашого ґазди сад назад хати                                         | прикарпатская колядка | |  |  |
| В неділю рано                                                         | традиционная гуцульская колядка                                                                                            | |  |  |
| Во Вифлиємі нині новина                                               | колядка христианского цикла слова и музыка: О. И. Нижанковский                                                             | |  |  |
| Добрий вечір тобі, пане господарю                                     | величальная колядка | |  |  |
| Дякуймо Богу Йсусу Христові                                           | покутская колядка христианского цикла                                                                                      | |  |  |
| Народився Бог на санях                                                | лемковская колядка, слова Б. В. Антонича, музыка В. А. Жданкина                                                            | |  |  |
| Небо і земля нині торжествують                                        | колядка христианского цикла                                                                                                | |  |  |
| Нова радість стала                                                    | колядка христианского цикла                                                                                                | |  |  |
| Ой воян, вояне, чим прославилса                                       | украинско-белорусская колядка, зафиксирована у с. Тереблили (Брестская область)                                            | |  |  |
| Ой, на Дунаю                                                          | колядка | |  |  |
| Ой, питалася княжа корона                                             | колядка А. А. Гаврилец | |  |  |
| Ой, рано-рано та й загадано                                           | историческа колядка | |  |  |
| Ой, серед села бідная вдова                                           | бойковская колядка, зафиксирована в с.Лолин (Ивано-Франковская область)                                                    | |  |  |
| Ой, там на горі церкву будують                                        | архаическая полесская колядка                                                                                              | |  |  |
| Ой, там під горою церковка стоїть (А в тий церковци тры гроба лежить) | колядка про крестную историю                                                                                               | |  |  |
| Ой, хто, хто Миколая любить                                           | колядка про Святого Николая                                                                                                | Ой, хто, хто, Миколая любить 1 куплет Ой, хто, хто, Миколая любить Ой, хто, хто, Миколаю служить Тому Святий Миколай На всякий час помагай, Миколаю 2 куплет Ой, хто, хто, спішить в твої двори Того ти на землі й на морі Все хорониш від напасті, Не даєш у гріхи впасти, Миколаю 3 куплет Миколай, молися за нами Благаєм ми тебе сльозами Ми тя будем вихваляти, Імя твоє величати, Миколаю |  |  |
| Ой, чиї ж, чиї ж дверця новенькі коляда                               | колядка, зафиксирована у с.Викоровичи, (Восточная Польша)                                                                  | |  |  |
| Ой, як же було изпрежди віка                                          | космогоническая колядка зафиксировано в 1994 г. у с. Грузское (Правобережная Украина)                                      | |  |  |
| Ой, як то ще було із нащада світа                                     | космогоническая колядка | |  |  |
| Ой, ясна красна в лузі калина                                         | колядка, зафиксирована у с.Дубьяжин, (Восточная Польша)                                                                    | |  |  |
| По всьому світу                                                       | колядка и тропар, который русины центральной части Закарпатья поют на Рождество как вступление к колядке «По всьому світу» | |  |  |
| Против пана двора стояла берёза                                       | колядка Полтавщины, зафиксировано в с.Казачье (Оржицкий район)                                                             | |  |  |
| Пречистая Діва сина породила                                          | колядка христианского цикла                                                                                                | |  |  |
| Сам пан у злоті                                                       | гуцульская колядка | |  |  |
| Сидить зайчичок пуд липонькою биб дзёбле                              | колядка, зафиксирована в с. Черемха (Восточная Польша)                                                                     | |  |  |
| Та вой д' цему дому та и д' веселому                                  | покутская колядка христианского цикла                                                                                      | |  |  |
| Там на перини там на золоты коледа                                    | колядка, зафиксирована в с. Черемха (Восточная Польша)                                                                     | |  |  |
| Чи спыш, чи чуеш                                                      | колядка | |  |  |
| Шо з Киева та й до Єрусалима                                          | колядка христианского цикла                                                                                                | |  |  |
| ЩЕДРОВКИ И НОВОГОДНИЕ ПЕСНИ                                           | | |  |  |
| Го-го-го, коза                                                        | новогодняя игра «Коза» | |  |  |
| Зиронька ясна                                                         | щедровка | |  |  |
| Ластовонька прилитае (Щудрий вечир, добрий вечур)                     | щедровка, зафиксирована в с. Малинники (Восточная Польша)                                                                  | |  |  |
| Ой, добрый вам вечир                                                  | маланковая песня | |  |  |
| Ой, сывая та и зозуленька                                             | щедровка | |  |  |
| Щедрик, щедрик, щедривочка (Прылетила ластивочка)                     | щедровка | |  |  |
| Щедрик, щедрик, щедривочка                                            | музична обробка Миколи Леонтовича                                                                                          | |  |  |
| Ой давно, давно постародавно                                          | иорданская песня, зафиксирована в с.Лолин (Ивано-Франковская область)                                                      | |  |  |
| ВИШНИВКИ                                                              | | |  |  |
| Винчуемо Вас щистям-здоровьям                                         | виншивка жителей с. Космач (Косовский район)                                                                               | |  |  |
| Виншування и щодрик                                                   | виншивка и щедровка, зафиксирована с.Викоровичи, (Брестская область)                                                       | |  |  |
|                                                                       | | |  |  |
| Сигнал трембиты при отходе                                            | | |  |  |
|                                                                       | | |  |  |